# Lars-Erik Larsson
Lars-Erik Vilner Larsson, född 15 maj 1908 i Åkarp, död 27 december 1986 i Helsingborg, var en skånsk tonsättare.

## Biografi
Larsson tog organistexamen i Växjö 1924 och studerade 1925–1929 vid Kungliga Musikhögskolan i Stockholm ämnen som komposition för Ernst Ellberg och dirigering för Olallo Morales. Han fortsatte sedan, med statligt stipendium, studier 1929–1930 för Alban Berg i Wien och hos Fritz Reuter i Leipzig.
När han återkom till Sverige anställdes han som repetitör vid Kungliga Teatern i Stockholm 1930–1931. Från 1932 undervisade han i musik i Malmö och Lund. Han verkade 1933–1937 som musikkritiker i Lunds Dagblad. Han anställdes 1937 som kapellmästare och musikproducent vid Radiotjänst, en befattning som han innehade till 1954. Han var 1947–1959 den förste professorn i komposition vid nuvarande Kungliga Musikhögskolan i Stockholm och Director musices vid Uppsala universitet 1961–1965. Larsson var 1939–63 ledamot av styrelsen för Föreningen Svenska Tonsättare, 1942–1947 som vice ordförande. 
Larsson var bosatt i Södra Ängby i Bromma (Stockholm), på Lidingö och 1971 flyttade han till Helsingborg, där han verkade som en fri och oberoende tonsättare. Han var en trogen gäst i Helsingborgs konserthus fram till sin död den 27 december 1986. Lars-Erik Larsson är begravd på Pålsjö kyrkogård.
Som tonsättare är Larsson mest känd för sina orkesterverk men skrev även kammarmusik, verk för piano och romanser. Han skrev också musik till 22 filmer och även några schlagermelodier. Sitt internationella genombrott som kompositör fick Larsson genom uppförandet av Sinfonietta för stråkorkester vid ISSM-festivalen i Florens den 5 april 1934 där den ägnades stående ovationer. Hans mest spelade och älskade verk är troligtvis Förklädd gud för kör och orkester till text av Hjalmar Gullberg och Pastoralsvit.
I Lund finns en gymnasieskola som är uppkallad efter Lars-Erik Larsson, Lars-Erik Larsson-gymnasiet. Gymnasiet sätter upp Förklädd Gud i Lunds domkyrka varje år.
Han har även blivit utvald till att namnge ett av Skånetrafikens Pågatåg.

## Priser och utmärkelser
- 1943 – Ledamot nr 635 av Kungliga Musikaliska Akademien
- 1955 – Musikföreningens i Stockholm stipendium
- 1957 – Sydsvenska Dagbladets kulturpris
- 1976 – Stora Christ Johnson-priset för Musik för orkester, Orkestervariationer och Due auguri
- 1977 – Litteris et Artibus
- 1978 – Atterbergpriset
- 1986 – Hugo Alfvénpriset

## Textpublikationer
- Hur jag börjande, Musikvärlden (1946)
- Den svenske tonsättarens situation, intervju av Göran Bergendal i Nutida musik, 14, nr 2 (1970/71)
- Att flyga som Mozart, Röster i Radio-TV, 35, no 19 (1968)
- Lars-Erik Larsson, intervju av Sixten Nordström, Konsertnytt, nr 1 (1983/84)

## Arkiv
- Lars-Eriks Larssons arkiv vid Musik- och teaterbiblioteket